# 张李乡
张李乡，是中华人民共和国安徽省六安市寿县下辖的一个乡镇级行政单位。

## 行政区划
张李乡下辖以下地区：
郭园村、高台村、孙庙村、时寺村、韩店村、南场村、张李村、马郢村、塘北村、迎南村和油坊村。